# Culex sedlacekae
Culex sedlacekae is een muggensoort uit de familie van de steekmuggen (Culicidae). De wetenschappelijke naam van de soort is voor het eerst geldig gepubliceerd in 1968 door Sirivanakarn.